# William Edmunds
William Edmunds, född Michele Pellegrino den 15 juli 1886 i San Fele i Basilicata, död 7 december 1981 i Los Angeles, Kalifornien, var en italiensk skådespelare. Edmunds är känd för rollen som Giuseppe Martini i Frank Capras film Livet är underbart (1946). Andra noterbara roller gjorde han i Klockan klämtar för dig (1943), De tre musketörerna (1948) och Martin/Lewis-komedin Kuliga kumpaner (1953).

## Filmografi i urval
- 1938 – Panik i gangstervärlden
- 1939 – Dårskapens marknad
- 1940 – Den lilla butiken
- 1940 – Anne of Windy Poplars
- 1940 – Skojare gör karriär
- 1940 – Zorros märke
- 1941 – Lika barn leka bäst
- 1941 – The People vs. Dr. Kildare
- 1941 – En kvinnas ansikte
- 1942 – Casablanca
- 1942 – Den svarta svanen
- 1943 – Klockan klämtar för dig
- 1943 – Madame Curie
- 1944 – Det sjunde korset
- 1944 – Frankensteins hus
- 1946 – Brottsling gör revolt
- 1946 – Livet är underbart
- 1948 – Piraten
- 1948 – De tre musketörerna
- 1951 – Miljonär för en dag
- 1953 – Kuliga kumpaner
- 1959 – 77 Sunset Strip (TV-serie)